# David M. Brown
David McDowell Brown (16 aprilie 1956 – 1 februarie 2003) a fost un căpitan în United States Navy și astronaut NASA. A făcut parte din misiunea STS-107, fiind unul dintre cei șapte membri ai echipajului care au murit în Dezastrul navetei spațiale Columbia. Deși a devenit astronaut în 1996, el nu mai luase parte anterior la nicio misiune spațială. 